# Estnische Fußballnationalmannschaft der Frauen
Die estnische Fußballnationalmannschaft der Frauen repräsentiert Estland im internationalen Frauenfußball. Die Nationalmannschaft ist dem estnischen Fußballverband unterstellt und wird von Sirje Kapper und Anastassia Morkovkina trainiert. Die estnische Auswahl ist eine der schwächsten Nationalmannschaften Europas und belegt lediglich den 98. Platz der FIFA-Weltrangliste. Dies bisher beste Platzierung in der FIFA-Weltrangliste war der 71. Platz im Dezember 2013. Bei Qualifikationsspielen für Welt- und Europameisterschaften konnten bisher lediglich acht Siege und vier Unentschieden bei fünf zweistelligen Niederlagen erzielt werden.

## Turnierbilanz

### Weltmeisterschaft
| - 1991: Keine Teilnahme, da Teil der Sowjetunion, die aber auch nicht teilnahm - 1995: nicht teilgenommen - 1999: Als Teilnehmer der B-Klasse keine Möglichkeit sich für die WM 1999 zu qualifizieren. - 2003: Als Teilnehmer der B-Klasse keine Möglichkeit sich für die WM 2003 zu qualifizieren. - 2007: Als Teilnehmer der B-Klasse keine Möglichkeit sich für die WM 2007 zu qualifizieren. - 2011: nicht qualifiziert - 2015: nicht qualifiziert - 2019: nicht qualifiziert - 2023: nicht qualifiziert |

### Europameisterschaft
| - 1984 – 1991: Keine Teilnahme, da Teil der Sowjetunion, die aber auch nicht teilnahm - 1993: nicht teilgenommen - 1995: nicht teilgenommen - 1997: Als Teilnehmer der B-Klasse keine Möglichkeit sich für die EM 1997 zu qualifizieren. - 2001: Als Teilnehmer der B-Klasse keine Möglichkeit sich für die EM 2001 zu qualifizieren. - 2005: Als Teilnehmer der B-Klasse keine Möglichkeit sich für die EM 2005 zu qualifizieren. - 2009: nicht qualifiziert - 2013: nicht qualifiziert - 2017: nicht qualifiziert - 2022: nicht qualifiziert - 2025: nicht qualifiziert |

### Olympische Spiele
Die Qualifikation erfolgte bis 2020 über die WM-Endrunde, ab 2024 über die UEFA Women’s Nations League.
| - 1996: nicht teilgenommen - 2000: Keine Möglichkeit sich zu qualifizieren - 2004: Keine Möglichkeit sich zu qualifizieren - 2008: Keine Möglichkeit sich zu qualifizieren | - 2012: nicht qualifiziert - 2016: nicht qualifiziert - 2021: nicht qualifiziert - 2024: Keine Möglichkeit sich zu qualifizieren |

### Nations League
- 2023/24: Liga C4 – 2. Platz, Verbleib in Liga C, da zweitschlechtester Gruppenzweiter
- 2025: Liga C5 – 2. Platz, Verbleib in Liga C, da schlechtester Gruppenzweiter

## Rekordspielerinnen
| Spielerin          | Jahrgang | Spiele | Tore | Zeitraum  |
| ------------------ | -------- | ------ | ---- | --------- |
| Kethy Õunpuu       | 1987     | 116    | 3    | 2005–2022 |
| Katrin Loo         | 1991     | 114    | 20   | 2007–2020 |
| Signy Aarna        | 1990     | 107    | 26   | 2007–2023 |
| Kaire Palmaru      | 1984     | 107    | 10   | 2001–2019 |
| Inna Kiss-Zlidnis  | 1990     | 105    | 0    | 2007–     |
| Kristina Bannikova | 1991     | 103    | 9    | 2013–2023 |

## Rekordtorschützinnen
| Spielerin             | Jahrgang | Tore | Spiele | Zeitraum  |
| --------------------- | -------- | ---- | ------ | --------- |
| Anastassia Morkovkina | 1981     | 40   | 75     | 1997–2015 |
| Signy Aarna           | 1990     | 26   | 107    | 2007–2023 |
| Katrin Loo            | 1991     | 20   | 114    | 2007–2020 |
| Ave Pajo              | 1984     | 19   | 40     | 2000–2010 |
| Lisette Tammik        | 1998     | 16   | 80     | 2015–     |
| Vlada Kubassova       | 1995     | 14   | 79     | 2013–     |
| Kaire Palmaru         | 1984     | 10   | 107    | 2001–2019 |

Stand: 1. Juli 2025